# 浦那陨击坑

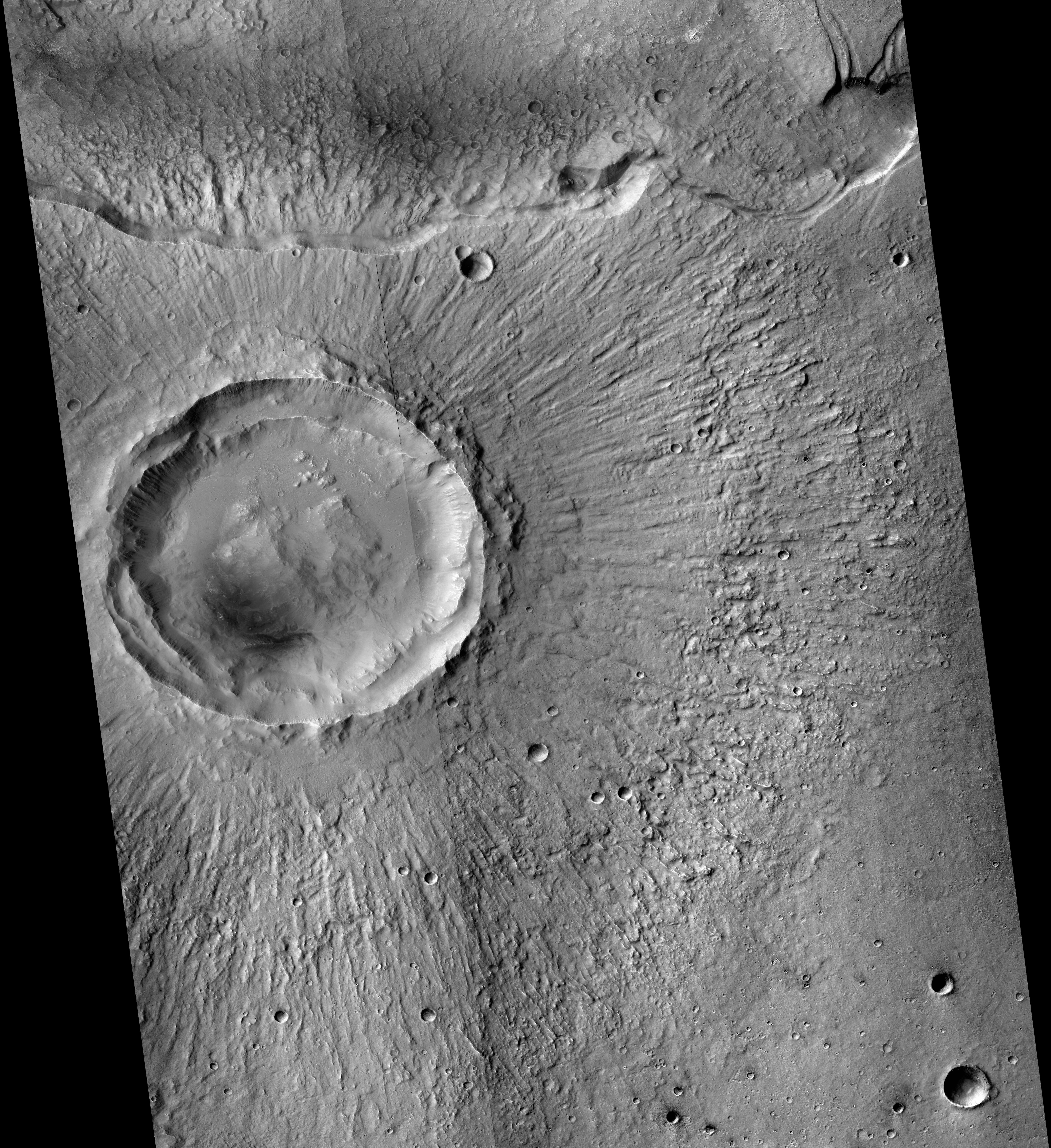
火星勘测轨道飞行器背景相机拍摄的照片。

浦那陨击坑（Poona）是火星卢娜沼区克律塞平原中的一座撞击坑，其中心坐标位于北纬23.93度、西经52.32度处，直径 19.87公里。该特征取名自印度马哈拉施特拉邦浦那城，1986年被国际天文联合会行星系统命名工作组批准接受。